# Terra promessa (film 1987)
Terra promessa (Promised Land) è un film del 1987 diretto da Michael Hoffman.
La pellicola è di produzione statunitense-britannica.

## Trama
Due ragazzi liceali della provincia americana sono innamorati della stessa ragazza. Entrambi lasciano la provincia in cerca di realizzazione. Uno dei due diventa poliziotto. L'altro invece diventa un vagabondo dedito a furti e rapine. Dopo una serie di vicissitudini, delusioni ed aspettative disattese, entrambi rientrano in paese. Il vagabondo tenta una rapina in un supermercato, ma viene ucciso proprio dal suo amico poliziotto.